# لارس نيلسون (متزحلق)
لارس نيلسون (بالسويدية: Lars Nelson) هو متزحلق سويدي، ولد في 19 أغسطس 1985 في Funäsdalen ‏ في السويد.

## وصلات خارجية
- لارس نيلسون على موقع الاتحاد الدولي للتزلج (التزلج الريفي) (الإنجليزية)
- لارس نيلسون على موقع الاتحاد الدولي للتزلج (ركوب لوح الثلج) (الإنجليزية)
- لارس نيلسون على موقع اللجنة الأولمبية الدولية (الإنجليزية)
- لارس نيلسون على موقع أوليمبيديا (الإنجليزية)
- لارس نيلسون على موقع اللجنة الأولمبية السويدية (السويدية)